# Gondel (Bootstyp)

Canaletto: Bucintoro und Prunkgondeln

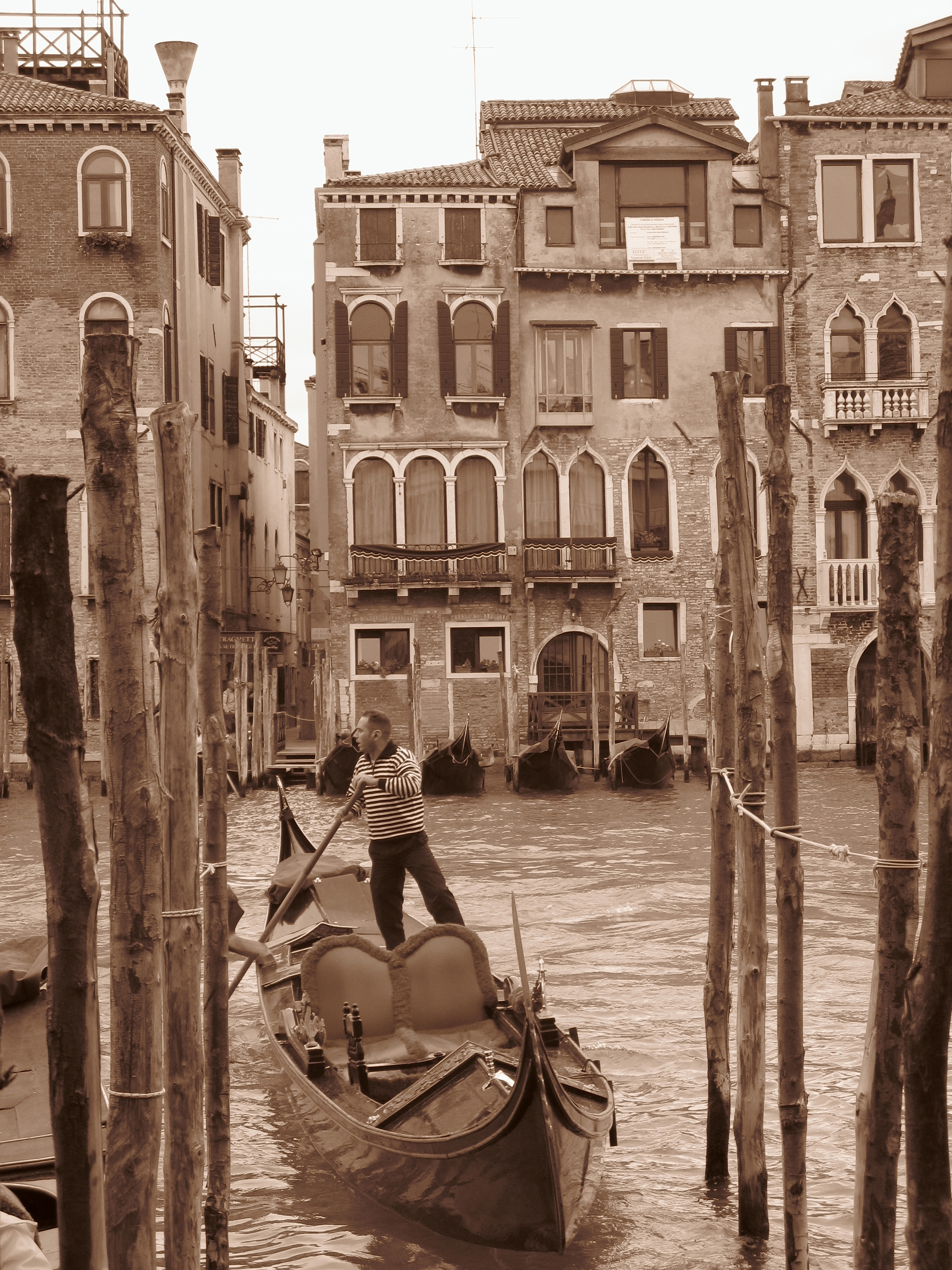
Gondoliere beim Rangieren

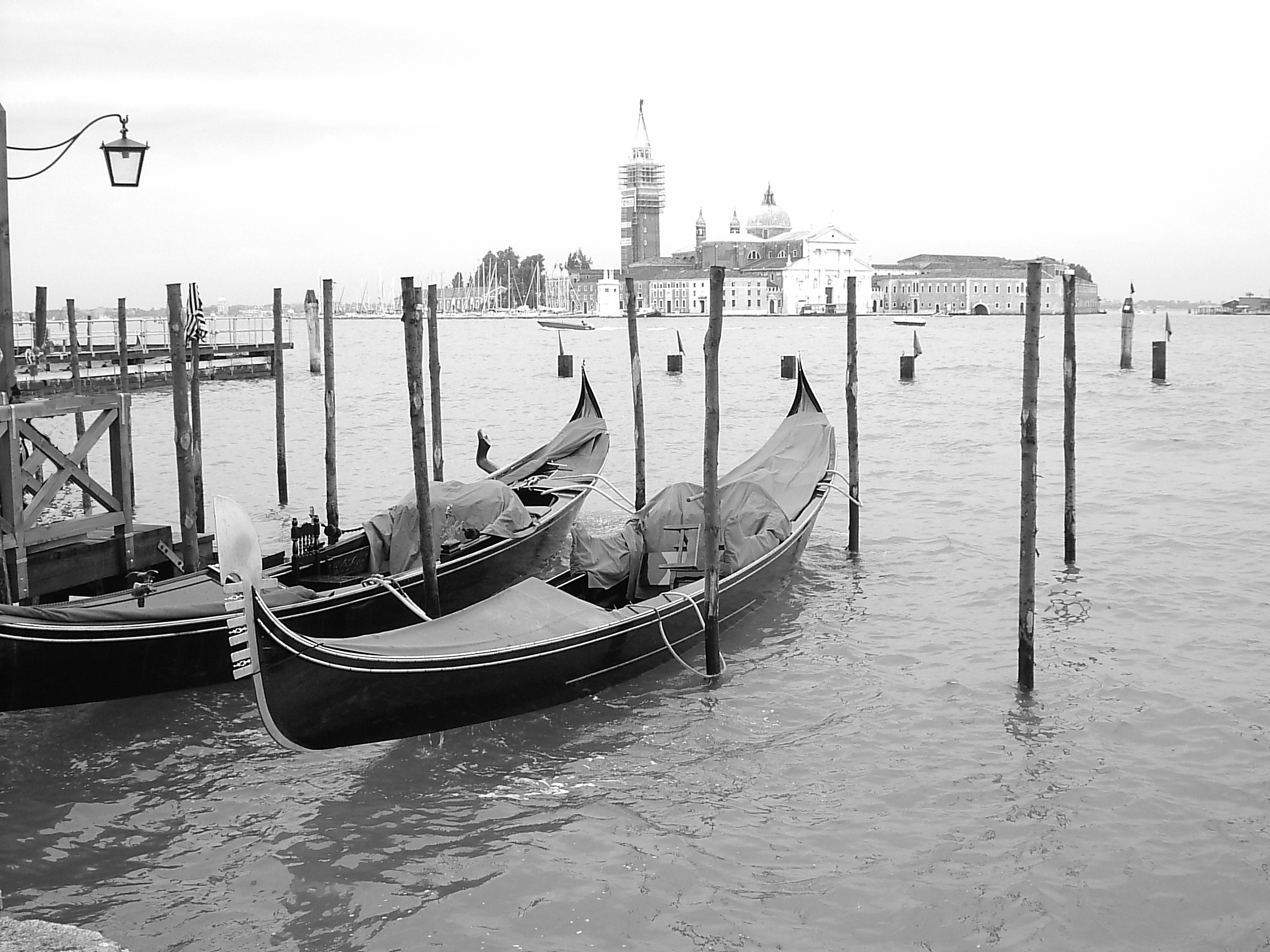
Gondola im Dock

Eine Gondel (italienisch Gondola) ist ein venezianischer Bootstyp, der wahrscheinlich erstmals im 11. Jahrhundert aufkam. Es handelt sich um ein schmales Boot von bis zu 11 m Länge und 1,5 m Breite mit weit aufgebogenen Enden. Unter der traditionellen, heute aber aus der Mode geratenen, mittschiffs angeordneten Überdachung (felze) befinden sich Sitzplätze für zwei bis sechs Personen.

## Geschichte
Das Wort gondola bezeichnete vor tausend Jahren alle flachen, kiellosen Boote, wie sie schon von den Römern für Fahrten auf seichten Flüssen gebaut worden waren. Aus dem späten 11. Jahrhundert ist ein Dokument erhalten, nämlich das von dem Dogen Vitale Falier ausgestellte Privilegium Laureti vom 4. Oktober 1094, das die Bewohner von Loreo vom Zwang, an den Dogen von Venedig ein gondulam zu liefern, befreit. Es ist unbekannt, ob diese Worte einen speziellen Bootstyp oder nur allgemein ein Boot bezeichnen und wie diese Boote aussahen. In jedem Falle war damit eine wiederkehrende Abgabe gemeint, die eine Reihe von Gemeinden zu leisten hatte. Die Boote wurden als gondole ornate bezeichnet, worin der „Schmuck“ bestand, ist unklar. Es handelt sich um die erste Erwähnung dieses Schiffstyps.
Vom 12. bis zum 14. Jahrhundert gab es einen Bootstyp, der scaula oder scola genannt wurde, ein flaches, langgestrecktes Boot, das seinen Namen nach der Seezunge (solea, sogliola) erhalten haben soll. Vielleicht ist daraus im Laufe der Zeit gondola geworden. Ableitungen von griech./lat. cymbae/cimbula „kleines Boot, Nachen“ oder von griech. kondu oder concula „Tasse“, von kondylion „Kasten“, von kontos „kurz“ und helas „Schiff“ oder von kuntò „treiben, rudern, schieben“ sind umstritten. 1292 ist erstmals in einer Urkunde die Bezeichnung für den anderen bedeutenden venezianischen Bootstyp sàndolo überliefert. Die älteste Baubeschreibung einer Gondel ist erst mit dem Buch Über die Kunst, Boote zu bauen, von Teodoro de Nicoló aus dem 14. Jahrhundert überliefert. Die Bauformen waren aber nicht völlig einheitlich und änderten sich im Verlaufe der Jahrhunderte. Ursprünglich gab es Gondeln in allen möglichen Farben und die damaligen venezianischen Adels- und Patrizierhäuser suchten sich gegenseitig in der prachtvollen Ausstattung der Boote zu überbieten. Um der ungezügelten Prunksucht Einhalt zu gebieten, erließ während der Regierungszeit Gerolamo Priulis der Senat von Venedig 1562 das auch von der Kirche unterstützte Aufwandgesetz, welches eine einheitliche schwarze Ausstattung für alle Gondeln – außer die der ausländischen Gesandten und auch zu Festen gab es Ausnahmen – vorschrieb. Im 16. Jahrhundert zählte man mehr als 10.000 Gondeln in der Stadt.
Die moderne Gondel, wie sie heute noch gebräuchlich ist, gibt es erst seit Ende des 19. Jahrhunderts: Ein schmales Boot von 10,83 bis 11,10 Meter Länge, 1,38 bis 1,42 Meter Breite, einem Freibord (altessa) von 50 bis 55 Zentimetern und mit weit aufgebogenen Enden. Diese Konstruktion wurde 1882 bis 1884 vom Bootsbauer Domenico Tramontin entwickelt. Er kürzte das Boot auf der (rechten) Steuerbordseite um etwa 24 cm, gab ihm so eine Krümmung, so dass es leichter von einer hinten links stehenden, rechts rudernden Person gerudert werden kann. Zuvor wurden Gondeln üblicherweise von zwei Gondolieri gerudert. Bildliche Darstellungen beweisen aber, dass geschickte Ruderer auch schon früher allein fuhren. Ob es schon vor der Tramontin-Gondel leicht gebogene Konstruktionen gegeben hat, ist unter Experten umstritten. Eine Gondel von Domenico Tramontin – die älteste noch vollständig erhaltene und wegen ihres Alters nicht mehr schwimmfähige Gondel – aus dem Jahr 1890 steht im Palazzo Barbaro am Canal Grande/Rio della Fornace auf Dorsoduro nahe dem Traghetto S.Maria del Giglio – S.Gregorio. Heutzutage werden Gondeln primär nur noch als Touristenattraktion verwendet.

## Fahrtechnik
Die moderne Gondola wird von einem auf dem Heckschnabel (poppa) (links hinten) stehenden Gondoliere mit nur einem Riemen (remo) vorwärts bewegt. Der mehrere Meter lange Riemen liegt in einer besonderen Vorrichtung, der Gabel (forcola), die in eine rechteckige Öffnung im Bootskörper auf der Steuerbordseite (trincarino) gesteckt wird. Zum Ausgleich des einseitigen Vortriebs ist der Bootskörper entlang der Mittelachse asymmetrisch gebaut; die linke Seite (Backbord) ist stärker gewölbt als die rechte Steuerbordseite, sodass seine Kontur auf der Steuerbordseite etwa 0,25 m kürzer ist als an der Backbordseite. Die Technik des Vortriebs der Gondel ähnelt jener des Wriggens mit dem Unterschied, dass beim Wriggen der Riemen achteraus gerichtet ist, wohingegen der Riemen der Gondel seitlich schräg ins Wasser getaucht wird.

## Aufbau

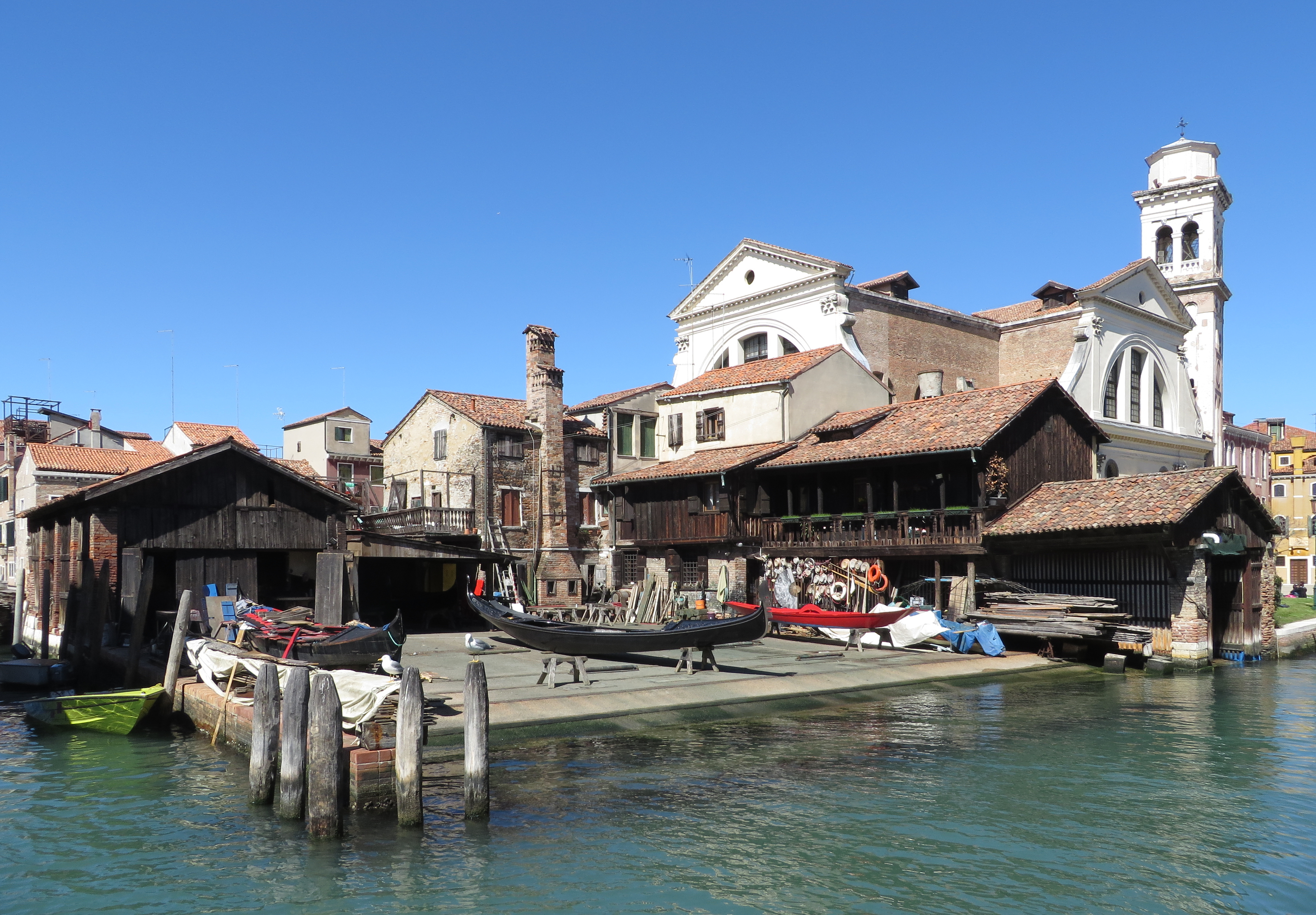
Gondelwerft in San Trovaso

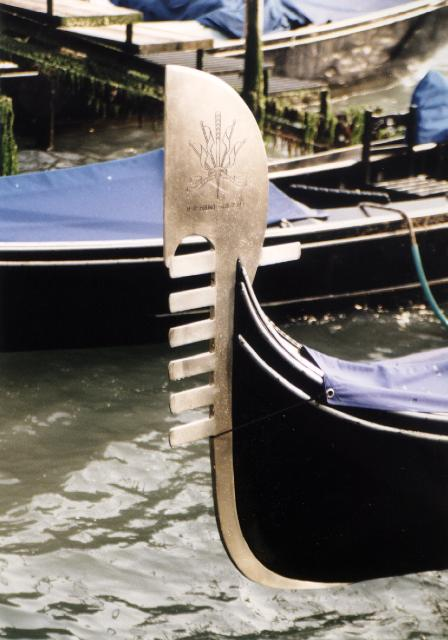
Bugbeschlag

Eine Gondel besteht aus neun verschiedenen Hölzern, die nach Gewicht, Alter und Trockenheit ausgelesen sind und bestimmten Aufgaben dienen. Eichenholz verwendet man für die beiden oberen Planken und für die Rippen am Leib der Gondel, Kiefer für den Boden und das Vordeck, Lärche für die Seiten und das Hinterdeck, Nussbaum für den Sitz und die vordere Bank, Kirsche für die hintere Bank und für die schiefe Plattform. Ulme und Tanne werden für die Innenbretter, Linde für die Verzierung des Bugs, Ramin verwendet man für die Riemenstange und die Fläche des Riemens ist aus Buchenholz. Die Riemengabel, Forcola genannt, besteht aus Nussbaumholz. Der Rumpf einer Gondel setzt sich aus 280 Teilen zusammen. Der Bau einer Gondel benötigt etwa fünfhundert Stunden.
Eine mittlere Gondel kostet durchschnittlich 25.000 Euro. Im Jahre 2017 kostete eine 30-minütige Gondelfahrt ohne Gesang durchschnittlich tagsüber 80 €, abends ab 19:00 Uhr 35 Minuten 100 €.
2005 befanden sich vier Gondelwerften in Venedig, eine im Sestiere Dorsoduro bei San Trovaso, Tramontin am Rio Ognissanti und Crea im Centro Nautico auf der Giudecca und Roberto dei Rossi, ebenfalls auf der Giudecca, hinter dem Redentore.
Die forcole werden in kleinen Spezialwerkstätten gefertigt, eine in der Calle Corta Rotta, bei S. Zaccaria, die andere nahe dem Guggenheim Museum von Saverio Pastor.
Inzwischen gehen immer mehr Werften dazu über, die Gondeln vermehrt aus Sperrholz zu bauen, da es preiswerter, haltbarer und leichter ist.

### Bugbeschlag
Ursprünglich nur als Gegengewicht zum Gondoliere, heute auch als Schmuck und Symbol für die Stadt Venedig trägt der Bug des leichten Fahrzeuges am oberen Ende einen etwa 22 kg schweren Metallbeschlag (Metallschweif), den ferro di prua, der oben in einer Art Horn in der Form der Fischermütze endet, welche die Dogen in ihrer Staatstracht als Kopfbedeckung trugen. Darunter springen sechs Zacken hervor. Diese symbolisieren, so eine heute übliche Deutung, wiederum die sechs Sestieri (Stadtteile) von Venedig: San Marco, Dorsoduro, San Polo, Cannaregio, Castello und Santa Croce. Der nach hinten gerichtete Zacken soll für die Giudecca stehen.

### Nummerntafel
Nachdem 2013 bei einem Bootszusammenstoß ein deutscher Tourist ums Leben gekommen war, wurde mit 1. Dezember 2014 die Pflicht zu Führung von Tafeln mit einer weißen Nummer auf schwarzem Grund und von Retroreflektoren eingeführt. Die Gondolieri wurden jedoch von der Verpflichtung, einen GPS-Logger zu betreiben, ausgenommen.

## Verschiedene Typen von venezianischen Booten
Sanpierota – Ein Mehrzweckboot, geeignet zum Segeln, zum Rudern und meistens sichtbar mit einem Außenborder versehen.
Ballotina – Gondelähnliches Boot mit anderem Bugbeschlag, früheres Polizeiboot.
Desdotona – Von 18 Mann/Frauen gerudertes Boot, mit dem die Umzüge auf dem Wasser eröffnet werden.
Caorlina – Beliebtes Regattaboot für sechs Ruderer, aus dem Caorle stammend.
Gondolino – Eigens für die Regatten entworfene kleine Gondel, sehr schnell, für zwei Ruderer.
Mascerata da regata – Beliebtes Boot der Frauenregatten. Typischer schmaler Rumpf.
Sandolo s’ciopon – Mit acht Metern Länge das kleinste Boot der Lagune, in früheren Zeiten zum Entenjagen gebaut.
Sandolo Buranello – Älter als die Gondel, eine Fahrt wird aber günstiger angeboten, da keine Ente (Berufsvereinigung) existiert.
Sandolo puparin – Mit neun bis zehn Metern Länge das größte Sandolo und wie die Gondel asymmetrisch gebaut.

## Galerie

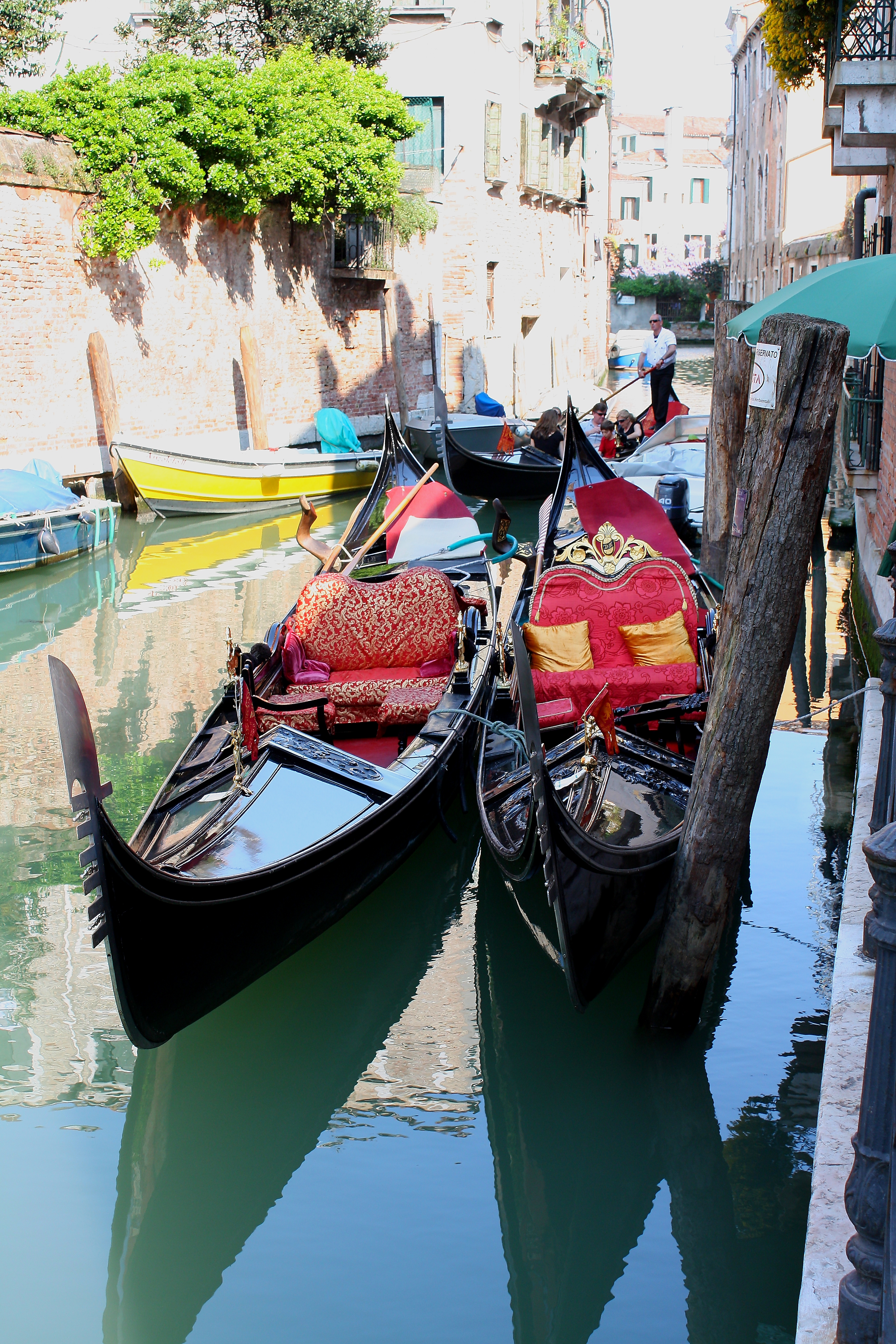
Zwei venezianische Gondeln in einem Seitenkanal
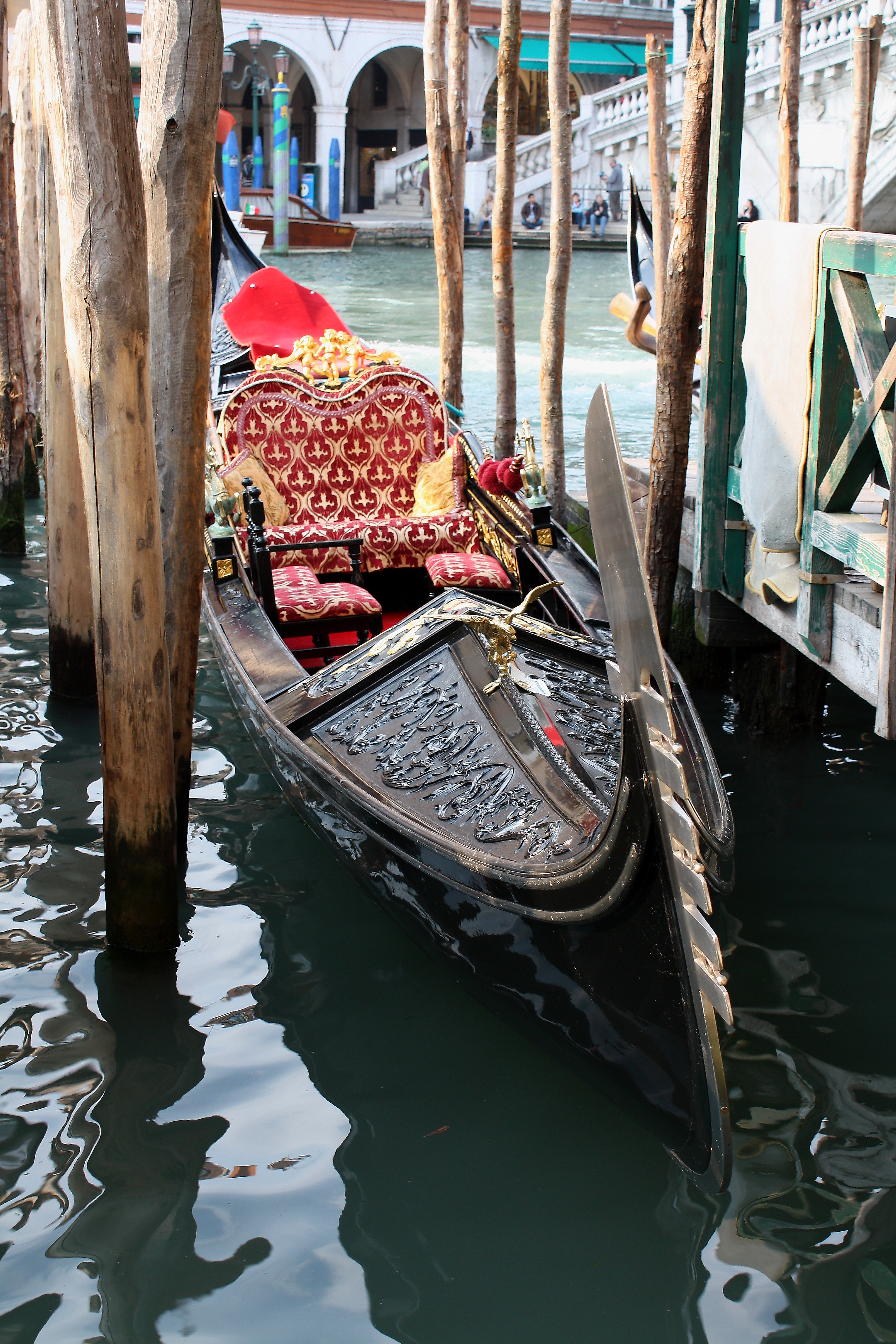
Eine Gondola am Canal Grande
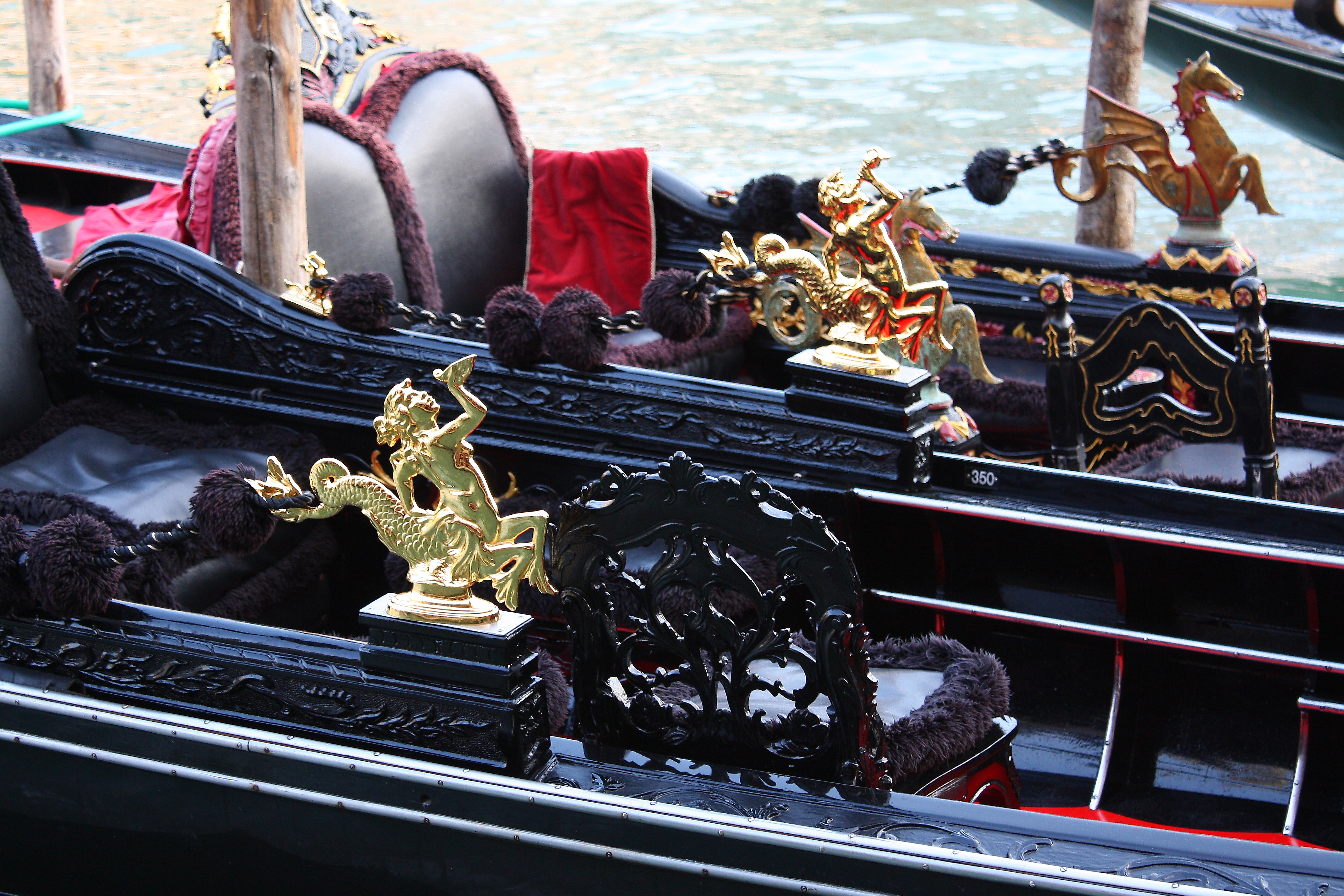
Schmuckvolle Verzierungen an zwei Gondeln
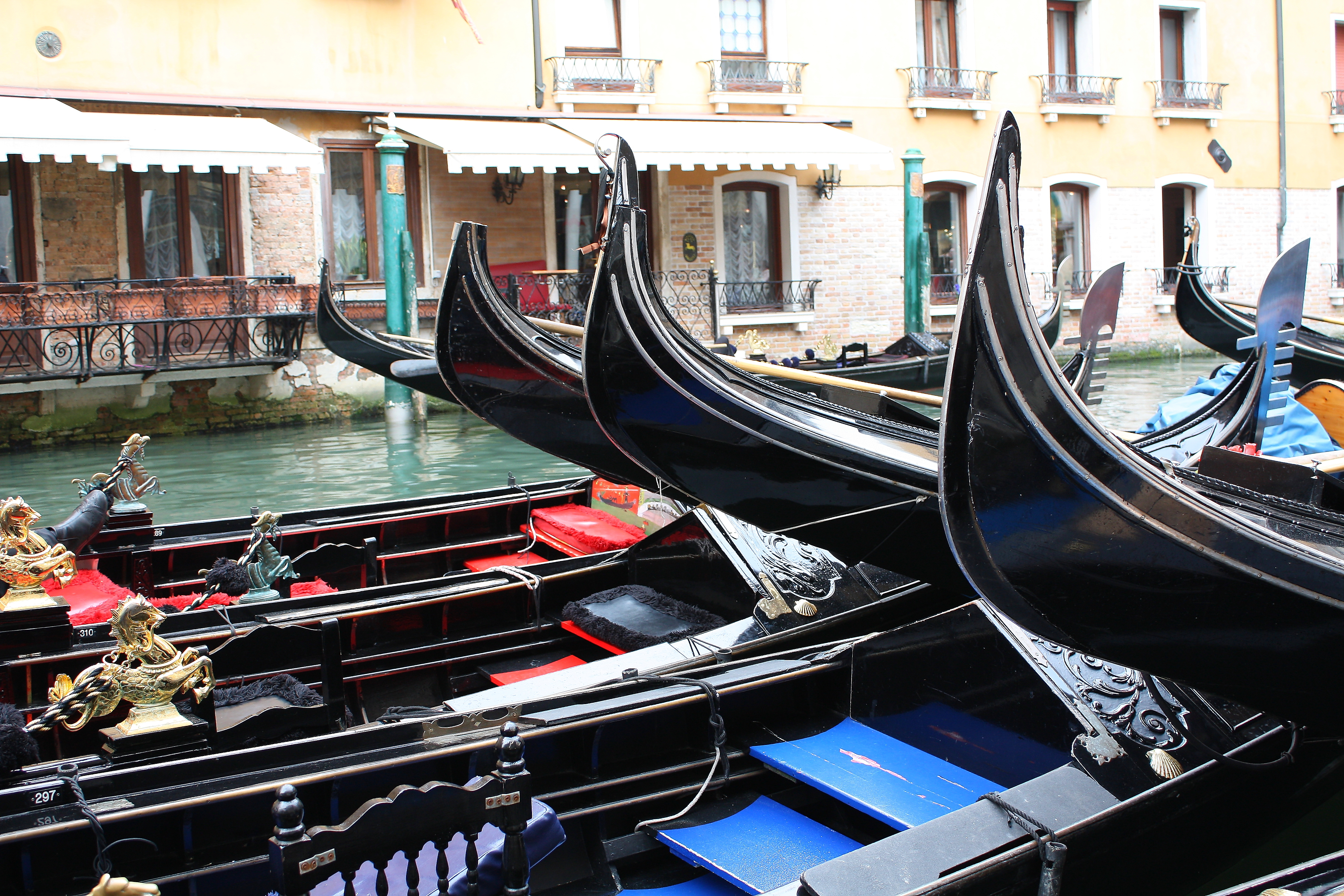
Vertäute venezianische Gondeln an einem Bootsanlieger in Venedig
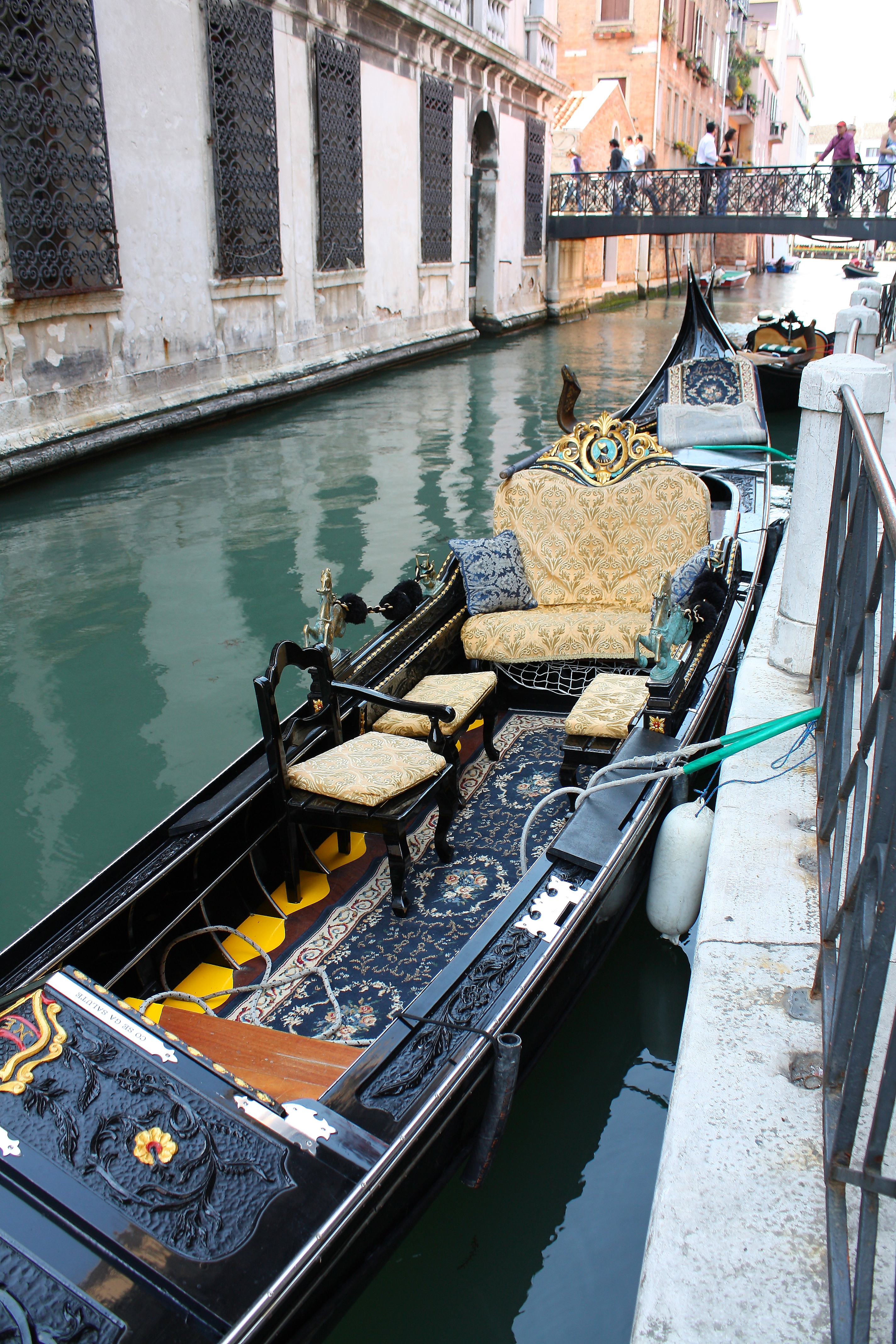
Innenbordansicht einer venezianischen Gondel
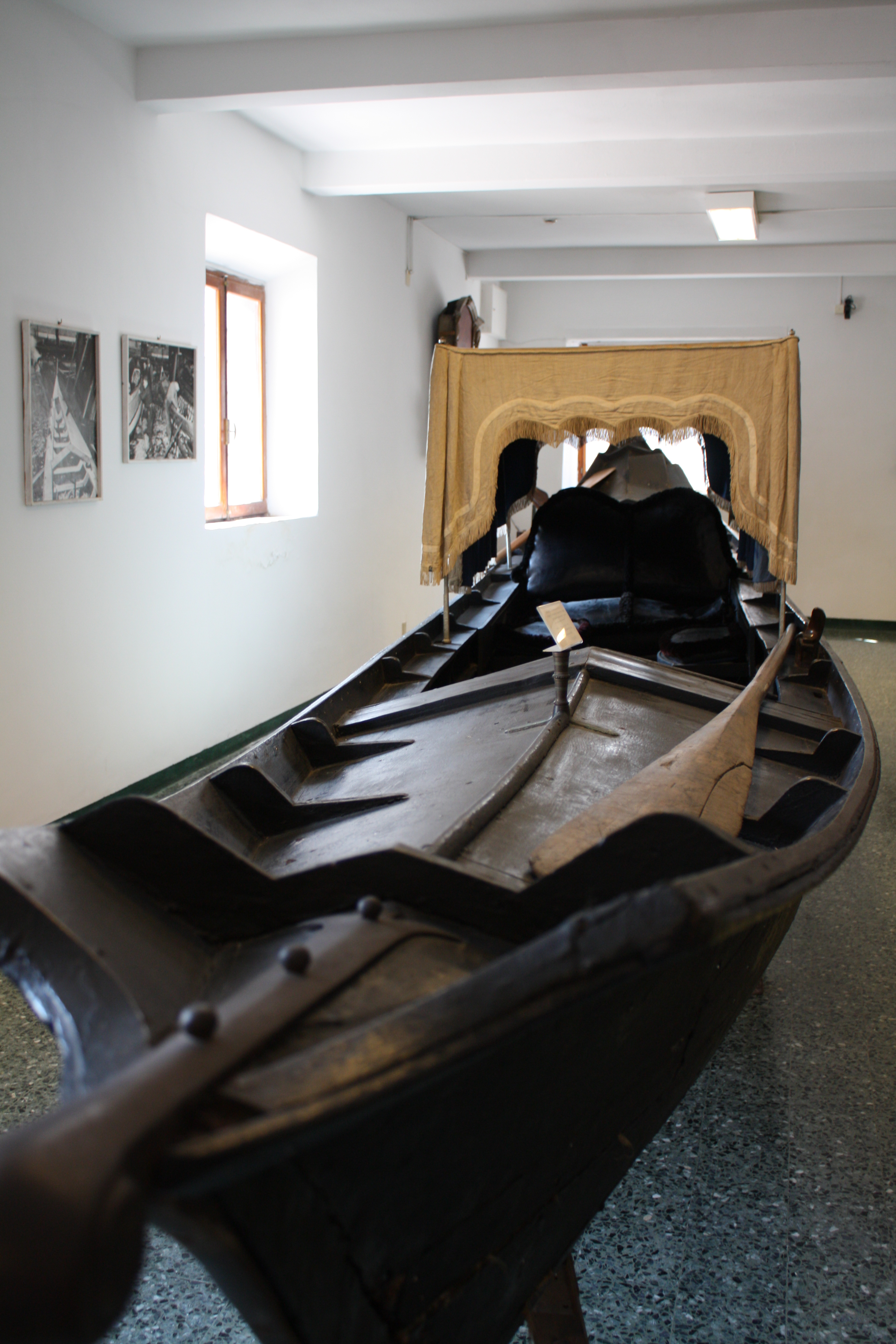
Eine venezianische Gondel aus dem Jahr 1883, O Gondola da Fresco 1883, erbaut von Domenico Tramontin
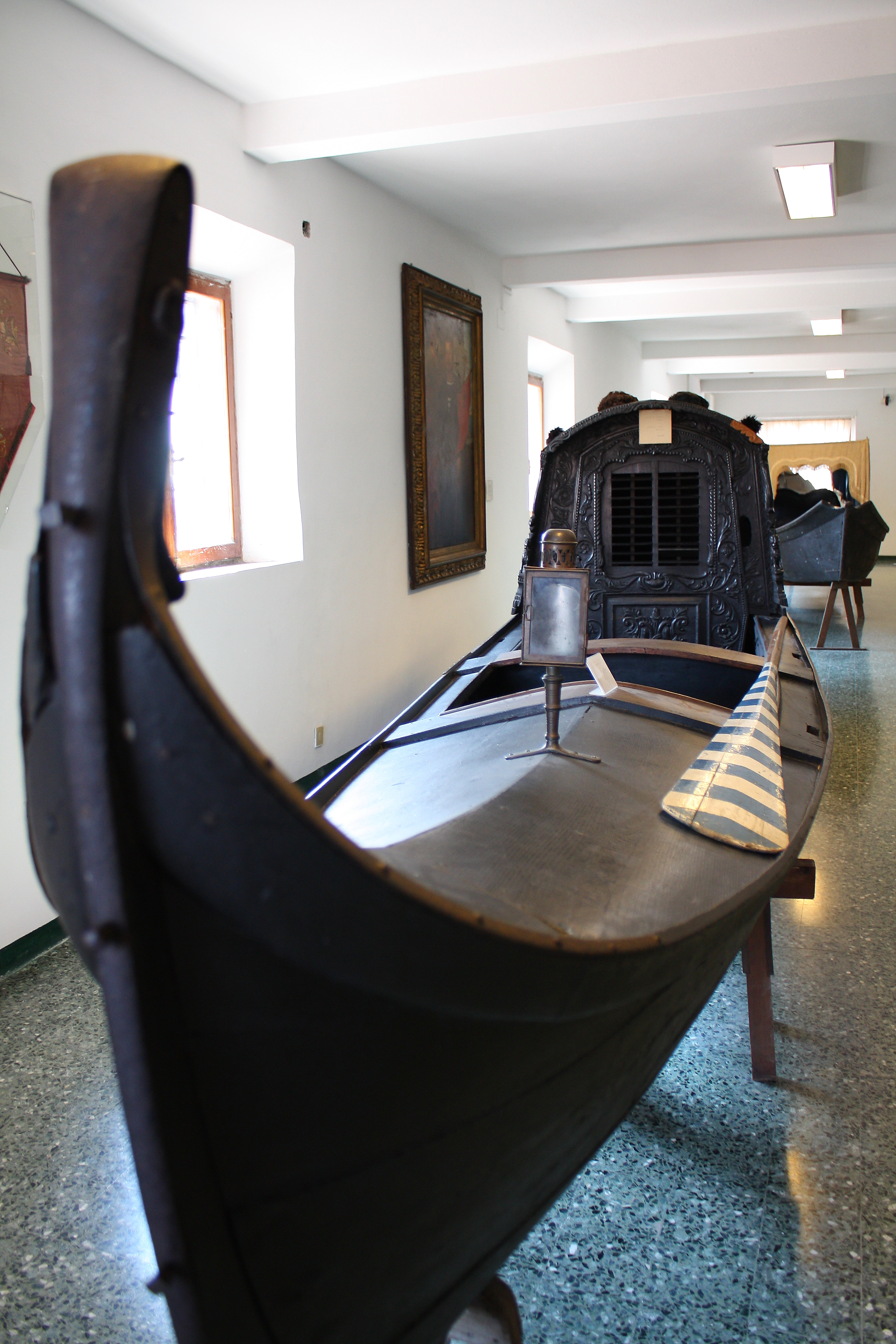
Eine weitere historische Gondel aus dem 19. Jahrhundert
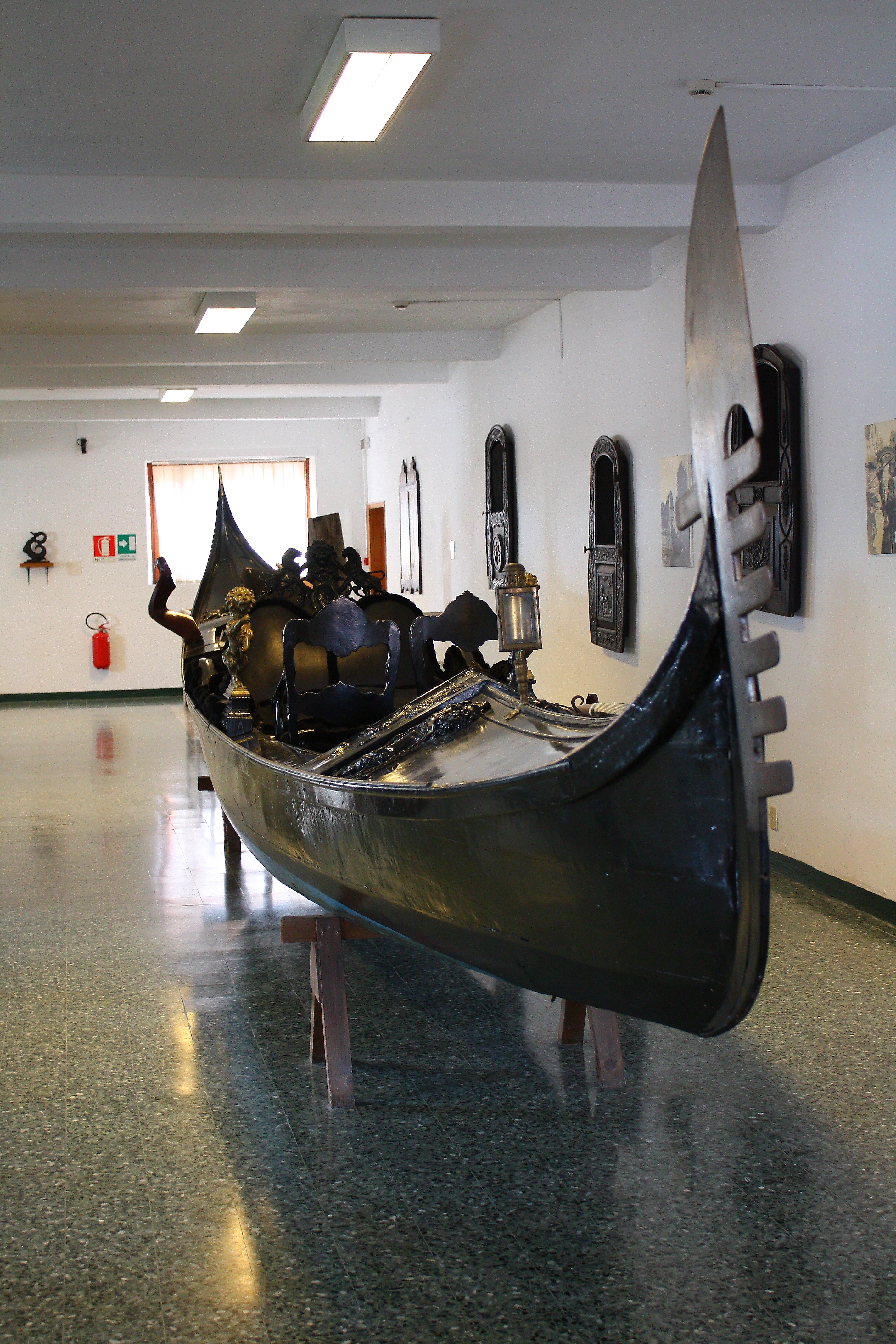
Eine venezianische Gondel, ausgestellt von Peggy Guggenheim 1979
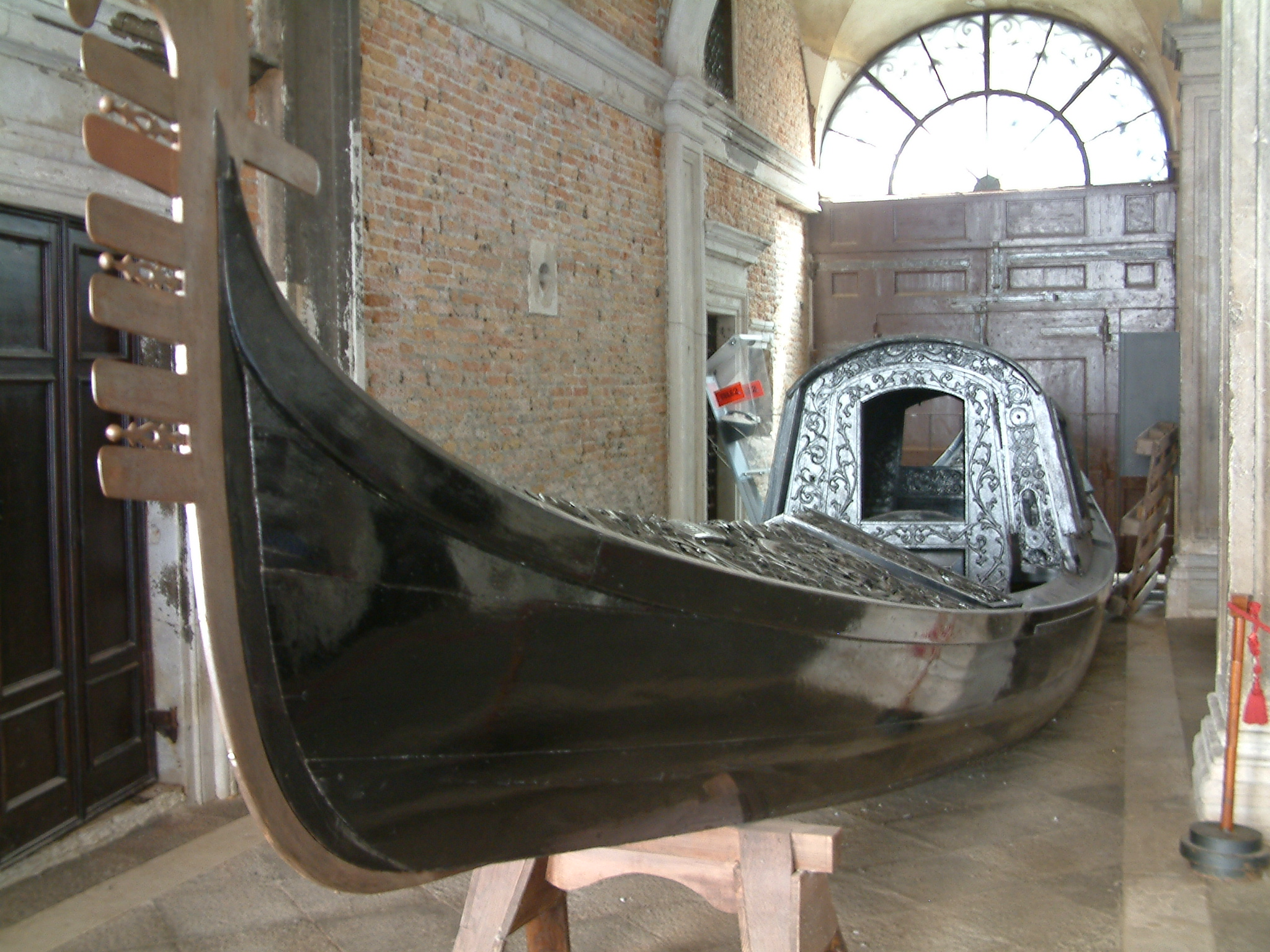
Ein weiteres historisches Modell mit Kabine (hier im Dogenpalast)